# Voile à corne

Voile à corne

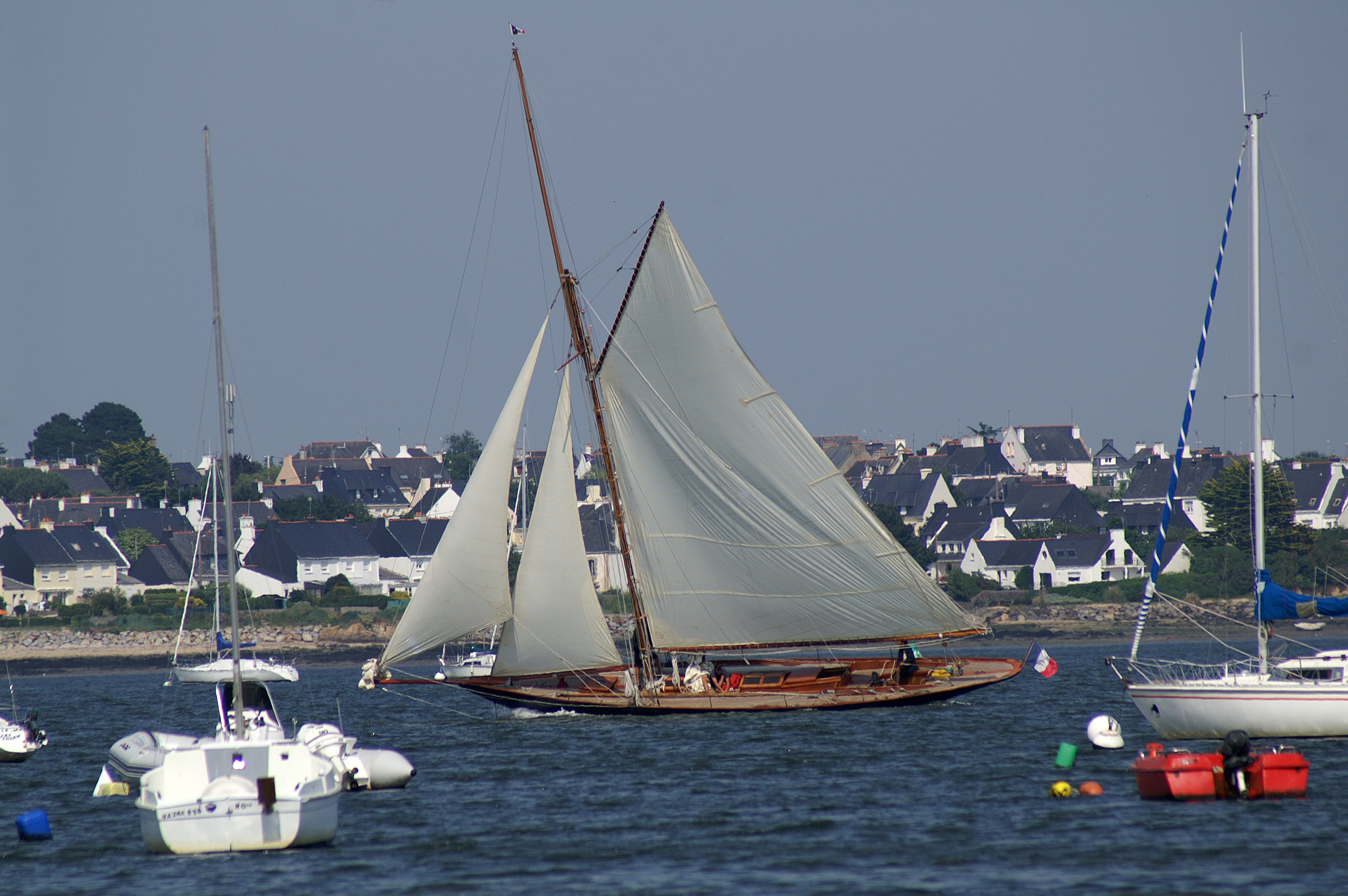
Voile à corne avec bôme (Pen-Duik à Lorient-kernevel)

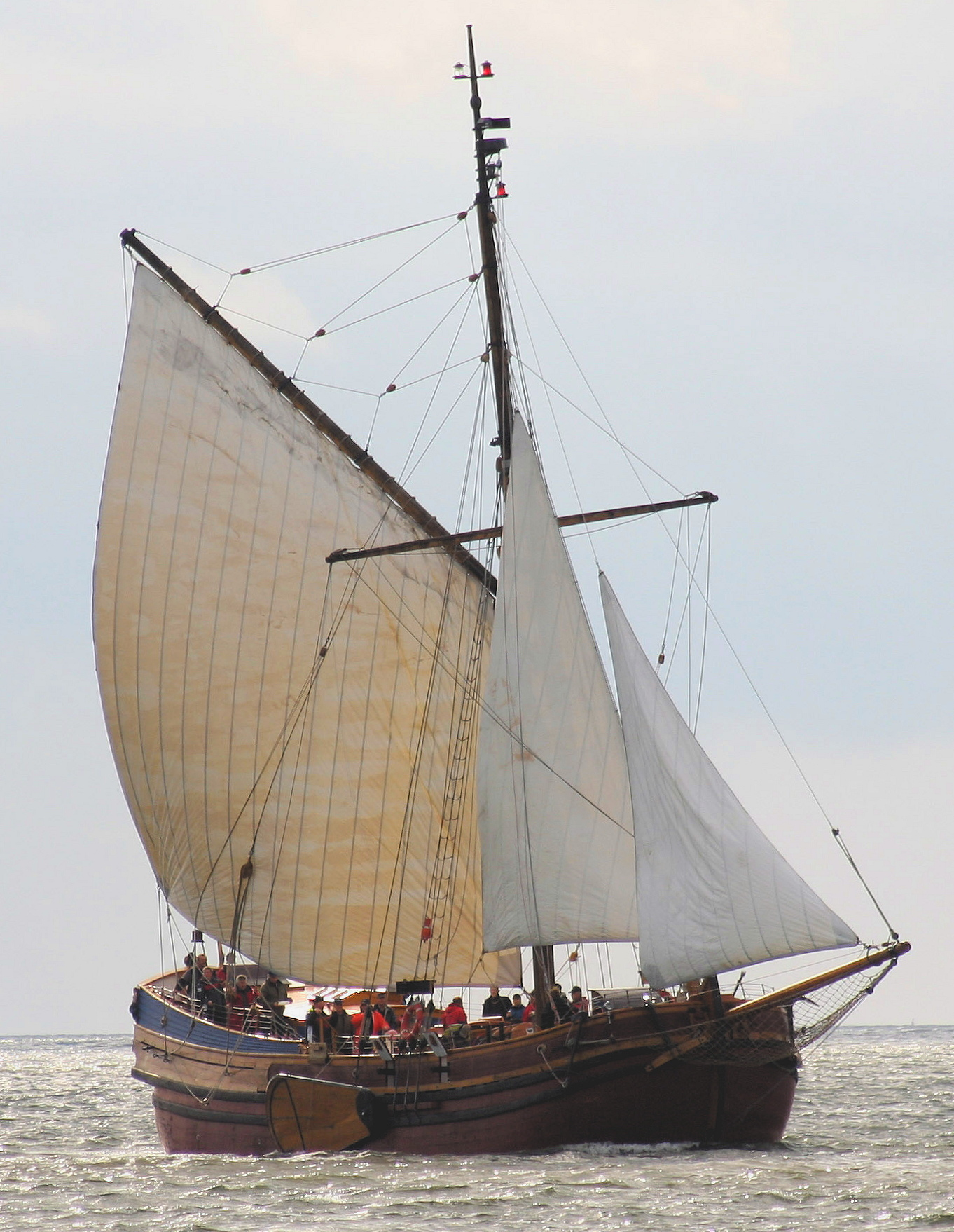
Voile à corne sans bôme

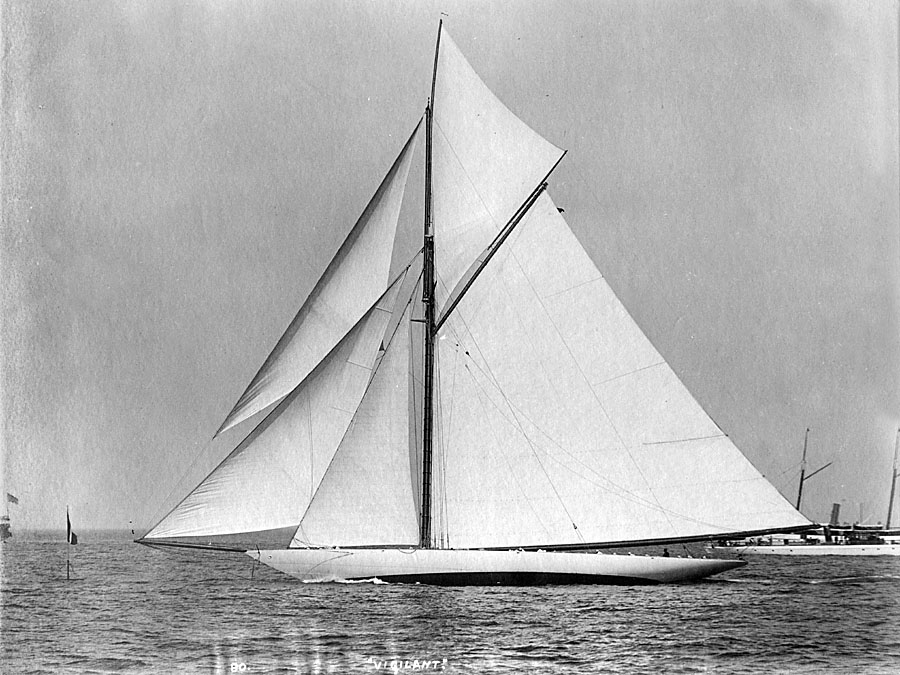
Parmi les plus grandes voiles à corne jamais hissées et les plus longues bômes : Vigilant, plan victorieux de Nathanael Herreshoff à la Coupe de l'America 1893.

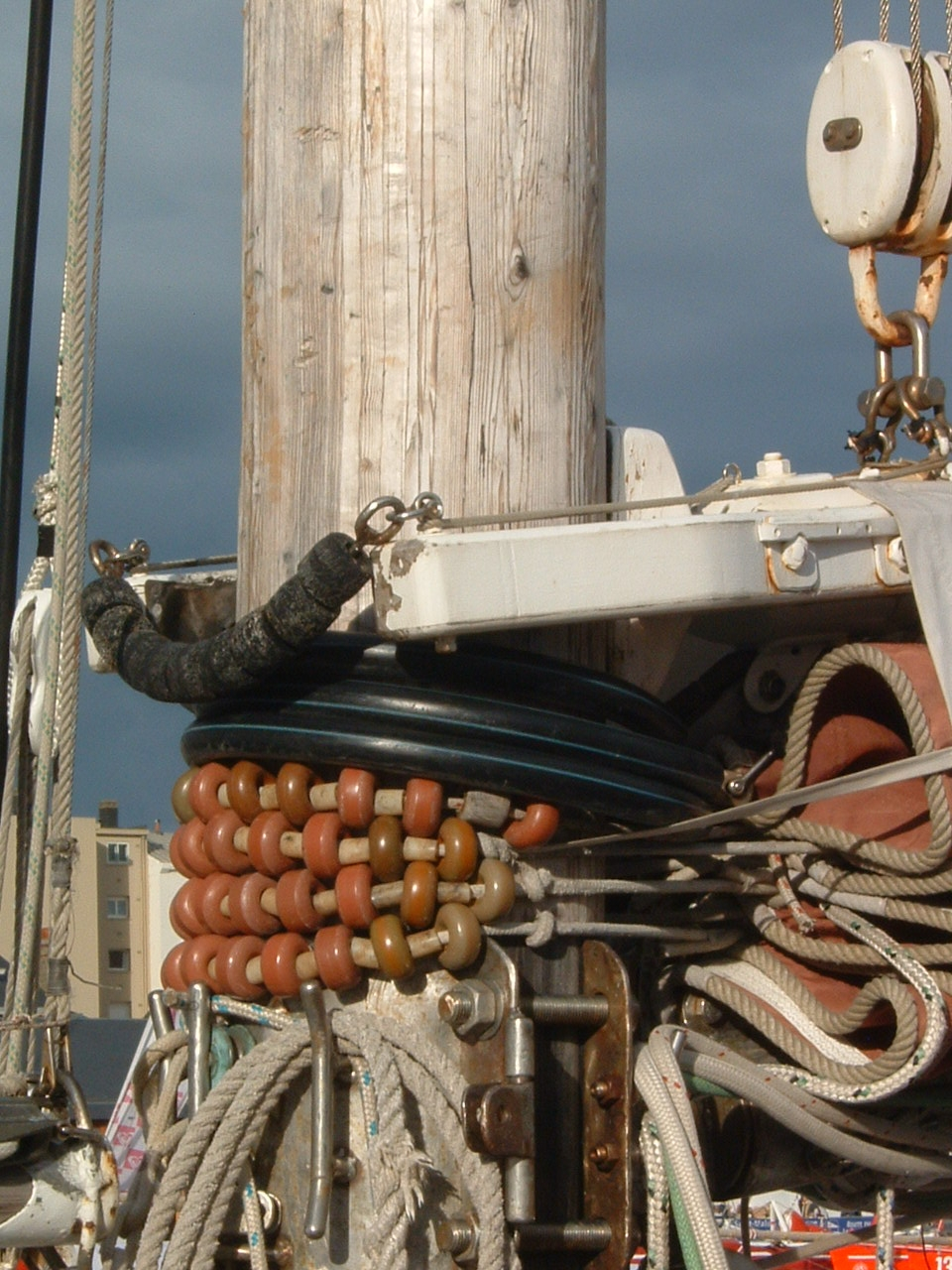
Mâchoire de corne (voile affalée)

La voile à corne, est une voile aurique qui tient son nom de la vergue qui s'appelle corne ou  pic. L'extrémité inférieure de cette corne, appuyée au mât, pivote selon l'axe du mât. Généralement bordée d'une bôme, la voile à corne peut donc être établie tribord amures ou bâbord amures sans présenter un côté moins performant, car déformé par le mât, et donc sans devoir gambeyer après un virement de bord comme pour la voile au tiers.
« Voile à corne » et  « voile aurique » ne sont pas synonymes. Il convient d’appeler cette voile sous le seul nom de voile à corne, la voile aurique désignant une catégorie de voile plus large incluant, avec les voiles à corne, d’autres types de voile (voile au tiers et voile à livarde).

## Utilisation
La voile à corne était très en faveur sur les voiliers de travail européens comme les cotres, les sloops et les dundees, car elle permettait de disposer d'une force propulsive importante avec un système simple, tant à hisser qu'à régler et peu coûteux à fabriquer et réparer. De plus, si elle était bômée, la voile étant retenue sur trois côtés, il était possible de compenser la déformation des tissus qui la composaient (coton traité, majoritairement) et qui n'avaient pas la tenue des matériaux modernes.
Elle était également utilisée aux États-Unis, sur des bateaux comparables aux bâtiments de travail européens où elle était concurrencée par la voile triangulaire, tendue par un tangon nommé leg-of-mutton (jambe de mouton) équipant les sharpies pour l'ostréiculture. 
Les voiles à corne sont typiques des goélettes où la misaine et la grand-voile portaient également parfois le nom de « goélette avant » et « goélette arrière ».
Les propriétaires de voiliers de course, qu'ils soient européens ou américains, ont cherché à améliorer la performance de leur voilure. Le passage du gréement à corne à la voilure marconi d'origine bermudienne s'est fait avec des difficultés similaires en Europe et aux États-Unis.

## Description
La corne est articulée sur le mât par un sabot, qui coulisse sur le mât, et un encornat (ou mâchoire de corne), qui empêche tout débattement latéral. En sécurité, et pour faciliter les manœuvres, l'encornat est parfois fermé sur l'avant du mât par un lien constitué de petites billes en bois appelés "pommes de racage", souvent en buis, et enfilées sur un bout (visible sur la photo).
Pour hisser la voile à corne, deux drisses sont nécessaires : la drisse de mât et la drisse de pic.

## Voile à corne sans corne

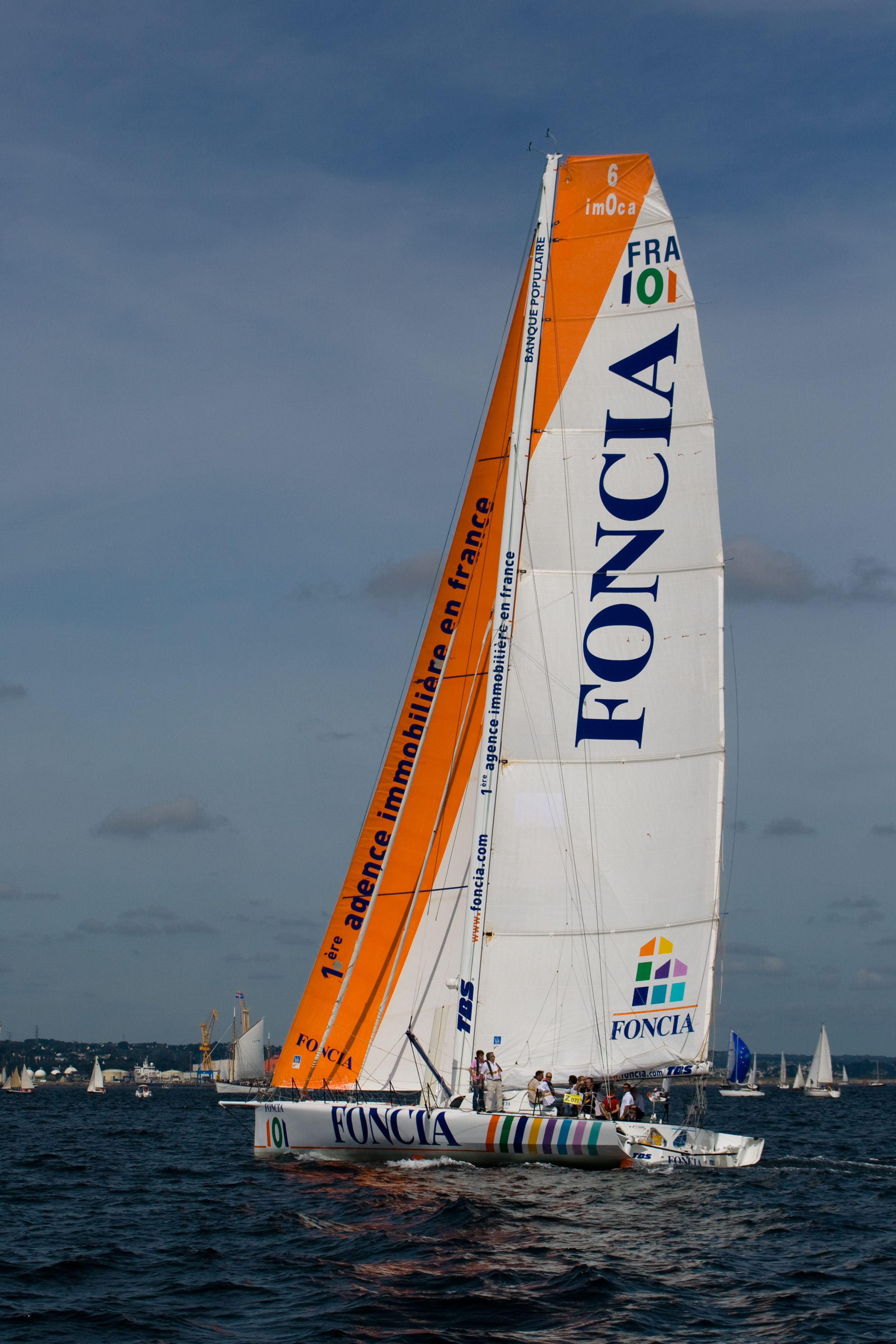
Voilier du Vendée Globe à la « grand-voile à corne »

Cette coupe de grand-voile possédant une têtière maintenue par des lattes forcées et dont le profil est quadrangulaire et non plus triangulaire est qualifiée de voile à corne,,. Il n'y a pas d'espar de type corne, mais un jeu de lattes permettant théoriquement de procurer un meilleur rendement à la voile. Particulièrement utilisée sur les voiliers de la classe IMOCA, les Classe Mini et autres bateaux de jauges à restrictions, cette forme de grand-voile « à corne » se rencontre aussi sur des monotypes comme le catamaran Tornado, ou le Vaurien depuis 2008.

## Voile de type houari
On appelle abusivement voile houari, en raison de sa forme voisine de la véritable voile houari, une voile à corne trop apiquée pour qu'il soit possible de lui adjoindre un flèche.